# Diaphorina fabulosa
Diaphorina fabulosa är en insektsart som först beskrevs av Capener 1968.  Diaphorina fabulosa ingår i släktet Diaphorina och familjen rundbladloppor. Inga underarter finns listade i Catalogue of Life.